# Imre Mathesz
Imre Mathesz (ur. 25 marca 1937 w Budapeszcie, zm. 6 grudnia 2010 w Mernye) – węgierski piłkarz grający na pozycji pomocnika. W swojej karierze rozegrał 12 meczów w reprezentacji Węgier.

## Kariera klubowa
Karierę piłkarską Mathesz rozpoczynał w juniorach klubów: ÉDOSZ (późniejszy Ferencvárosi TC), Törökőri Vasas i Vasas SC. W 1956 roku został zawodnikiem Austrii Wiedeń i w pierwszym zespole tego klubu występował do końca 1957 roku.
W 1958 roku Mathesz wrócił na Węgry, do Vasasu Budapeszt. W sezonie 1957/1958 zadebiutował w nim w pierwszej lidze węgierskiej. Wraz z Vasasem czterokrotnie był mistrzem Węgier w latach 1961, 1962, 1965 i 1966. W latach 1960, 1962 i 1965 trzykrotnie zdobył z Vasasem Puchar Mitropa. W Vasasie grał do końca sezonu 1969. W 1970 roku występował w Diósgyőri VTK, w którym zakończył swoją karierę.

## Kariera reprezentacyjna
W reprezentacji Węgier Mathesz zadebiutował 25 października 1964 roku w wygranym 2:1 towarzyskim spotkaniu z Jugosławią. W 1966 roku został powołany do kadry na Mistrzostwa Świata w Anglii. Tam wystąpił w dwóch meczach: z Brazylią (3:1) i z Bułgarią (3:1). Od 1964 do 1967 roku rozegrał w kadrze narodowej 12 meczów.
| Mecze i gole w reprezentacji | Mecze i gole w reprezentacji | Mecze i gole w reprezentacji | Mecze i gole w reprezentacji | Mecze i gole w reprezentacji | Mecze i gole w reprezentacji | Mecze i gole w reprezentacji |
| #                            | Data                         | Stadion                      | Rywal                        | Wynik                        | Gol                          | Rozgrywki                    |
| 1964                         | 1964                         | 1964                         | 1964                         | 1964                         | 1964                         | 1964                         |
| ---------------------------- | ---------------------------- | ---------------------------- | ---------------------------- | ---------------------------- | ---------------------------- | ---------------------------- |
| 1.                           | 25.10.1964                   | Budapeszt, Węgry             | Jugosławia                   | 2:1                          | 0                            | towarzyski                   |
| 1965                         |                              |                              |                              |                              |                              |                              |
| 2.                           | 05.09.1965                   | Budapeszt, Węgry             | Austria                      | 3:0                          | 0                            | el. MŚ 1966                  |
| 3.                           | 09.10.1965                   | Budapeszt, Węgry             | NRD                          | 3:2                          | 0                            | el. MŚ 1966                  |
| 1966                         |                              |                              |                              |                              |                              |                              |
| 4.                           | 03.05.1966                   | Chorzów, Polska              | Polska                       | 1:1                          | 0                            | towarzyski                   |
| 5.                           | 05.06.1966                   | Budapeszt, Węgry             | Szwajcaria                   | 3:1                          | 0                            | towarzyski                   |
| 6.                           | 15.07.1966                   | Liverpool, Anglia            | Brazylia                     | 3:1                          | 0                            | MŚ 1966                      |
| 7.                           | 20.07.1966                   | Manchester, Anglia           | Bułgaria                     | 3:1                          | 0                            | MŚ 1966                      |
| 8.                           | 21.09.1966                   | Budapeszt, Węgry             | Dania                        | 6:0                          | 0                            | el. ME 1968                  |
| 9.                           | 28.09.1966                   | Budapeszt, Węgry             | Francja                      | 4:2                          | 0                            | towarzyski                   |
| 10.                          | 30.10.1966                   | Budapeszt, Węgry             | Austria                      | 3:1                          | 0                            | towarzyski                   |
| 1967                         |                              |                              |                              |                              |                              |                              |
| 11.                          | 06.09.1967                   | Wiedeń, Austria              | Austria                      | 3:1                          | 0                            | towarzyski                   |
| 12.                          | 29.10.1967                   | Lipsk, NRD                   | NRD                          | 0:1                          | 0                            | el. ME 1968                  |

## Kariera trenerska
Po zakończeniu kariery piłkarskiej Mathesz został trenerem i prowadził takie kluby jak: Diósgyőri VTK, Egri Dózsa, Kaposvári Rákóczi, H. Rákóczi SE, Siófoki Bányász, Soproni SE, Mohács Véménd TE, Hódgép Metripond SE, Boglárlelle i FC Hatvan.